# Hiszpańska Unia Patriotyczna
Hiszpańska Unia Patriotyczna (hiszp. Unión Patriótica Española, UPE) – partia polityczna, utworzona przez dyktatora Hiszpanii, Miguela Primo de Riverę, dla wsparcia jego konserwatywnych rządów i politycznej integracji Kościoła, technokratów i klasy wyższej. Była jedyną legalną partią w czasie jego rządów.
Po upadku Królestwa Hiszpanii i proklamowaniu Drugiej Republiki Hiszpańskiej zmieniła nazwę na Unia Monarchistyczna. Została połączona z Falangą w 1936 roku.